# Bundeswehrverwaltungsschule
Eine Bundeswehrverwaltungsschule (BWVS) war eine Ausbildungsstätte der zivilen Bundeswehrverwaltung. Mit der Neuausrichtung der Bundeswehr sind die letzten drei bestehenden BWVS als Lehrbereiche im Bildungszentrum der Bundeswehr aufgegangen.
Fachlich unterstanden die BWVS dem Aus- und Fortbildungsreferat PSZ II 2 des Bundesministeriums der Verteidigung.

## Aufgaben
- Die BWVS I – Technik in Mannheim war das zentrale Lehrinstitut für Technik in der Bundeswehrverwaltung für den mittleren und einfachen Dienst sowie entsprechende Tarifbeschäftigte.
- Die BWVS II in Berlin sowie IV in Oberammergau bildeten den Beamtennachwuchs für den mittleren nichttechnischen Verwaltungsdienst der Bundeswehrverwaltung aus.

Daneben wurden die allgemeinen Verwaltungsanteile der Laufbahnausbildungen des mittleren und gehobenen technischen Dienstes, des mittleren feuerwehrtechnischen Dienstes, des mittleren und gehobenen Dienstes der Fernmelde- und Elektronischen Aufklärung des Bundes sowie des mittleren Geoinformationsdienstes der Bundeswehr ausgebildet.
In den BWVS fanden die Dienstbegleitenden Unterweisungen und die Abschlussprüfungen für Auszubildende Verwaltungsfachangestellte der Fachrichtung Bundesverwaltung statt, sowie praxisbezogene Lehrveranstaltungen im Bereich Gebührniswesen (= bundeswehreigener Begriff, der im Wesentlichen die finanziellen Aspekte Besoldung der Beamten und Soldaten, sowie das Entgelt der Arbeitnehmer umschreibt).
Darüber hinaus war ihnen die Fortbildung der Mitarbeiter der Bundeswehrverwaltung übertragen so z. B. die Vorbereitungslehrgänge auf die verwaltungseigenen Fachprüfungen I und II der Bundeswehrverwaltung (berufliche Fortbildung für Tarifbeschäftigte).
Seit 2003 wurden auch Soldaten auf Zeit im Rahmen der zivilberuflichen Aus- und Weiterbildung (ZAW) zu Verwaltungsfachangestellten ausgebildet.
Außerdem wurde der Ausbildungsabschnitt „Verwaltung“ für die Anwärter des Deutschen Wetterdienstes bei den Bundeswehrverwaltungsschulen durchgeführt.

## Standorte
Zuletzt gab es drei Bundeswehrverwaltungsschulen:
- Bundeswehrverwaltungsschule I (Technik) in Mannheim (Direktor: TRDir Matthias Damm)
- Bundeswehrverwaltungsschule II in Berlin-Grünau (Direktor: LRDir Gustav Rieckmann)
- Bundeswehrverwaltungsschule IV in Oberammergau (Direktor: LRDir Werner Stein).

Die Bundeswehrverwaltungsschule III in Mölln wurde schon zum 31. Dezember 2007 aufgelöst.

## Gliederung
Die BWVS II und IV gliedern sich jeweils in einen Lehrbereich und in einen Servicebereich, der die administrativen Unterstützungs- und Verwaltungsaufgaben wahrnimmt.

## Geschichte
- Die BWVS II, zunächst in Huntlosen beheimatet, wurde 1994 von Siegen nach Berlin-Grünau verlegt, wo sie sich die Liegenschaft mit dem damaligen Zentrum für Nachwuchsgewinnung Ost teilte.

- Die ehemalige BWVS III in Mölln wurde 1972 gegründet. Aufgrund des Stationierungskonzepts vom 1. November 2004 wurde die Schule zum 31. Dezember 2007 geschlossen. Letzter Direktor war bis zur Schließung LRDir Heiner Leupold. Der Auftrag der ehemaligen BWVS III entsprach dem der BWVS II und IV.

Der Gebäudekomplex der BWVS III wurde in den Jahren 1913 bis 1917 als Unteroffiziersvorschule errichtet. Die Aufgabe solcher Schulen war es, Jugendliche nach beendetem Schulbesuch bis zum Beginn der Wehrpflicht, auf den Beruf des Unteroffiziers vorzubereiten. Die Unteroffiziersvorschüler waren noch keine Soldaten im Sinne der Wehrgesetze, wurden jedoch streng militärisch erzogen und ausgebildet.
Nach dem Ende des Ersten Weltkrieges wurde die Schule geschlossen. In den darauf folgenden Jahren diente die Anlage zunächst als Durchgangslager für deutschstämmige Mennoniten aus der Sowjetunion, die dann weiter nach Nord- und Südamerika auswanderten. Es folgten Nutzungen als Sportschule der SA sowie als Zoll- und Finanzschule des Deutschen Reiches. Während des Zweiten Weltkrieges wurde die Schule als Reservelazarett betrieben. Nach Kriegsende baute die Landesversicherungsanstalt die Anlage zu einer Kurklinik für Tbc-Kranke aus.
Seit 1972 war hier die Bundeswehrverwaltungsschule III untergebracht. Der Gebäudekomplex wird seit Anfang 2008 bis Mitte 2013 als ZAW-Betreuungsstelle der Bundeswehr genutzt und ist zum Verkauf ausgeschrieben.
- Die BWVS IV wurde 1974 gegründet und war in der ehemaligen Conrad v. Hötzendorf-Kaserne in Oberammergau untergebracht.